# Менил Велиоски
Менил Велиоски (Лабуништа, 26. април 2001) је македонски фолк певач који се прославио као дечак учешћем у такмичењу "Неки нови клинци". У такмичењу је освојио друго место, и изгубио од Џејле Рамовић. Одрастао је у Новој Горици у Словенији где живи и ради. Пева претежно на српском језику.

## Дискографија

### Синглови
- Права љубав (2016)
- Ја сам је само волео (2017)
- Драма (2017) дует са Теом Таировић
- Трон (2018)
- Ничији син (2019)[2]
- Твоје име, моје презиме (2019)
- И најјачи су на некога слаби (2019)
- Имаш све (2020) дует са бугарском певачицом Ариом
- Ако се удаш мени из ината (2021)
- Дом (2022) дует са Милетом Китићем[3]
- Круна љубави (2022)
- Тата мата (2022) са Николом Шећером
- Стаје сат стаје све (2023)[4]
- Позлата (2025)
- Суза вечна (2025)